# Радован
Радован је словенско мушко име, изведено од пасивног придева радовати само од корена рад- што значи „брига, радост“. Има га у Србији, Северној Македонији, Босни и Херцеговини, Хрватској, Црној Гори , Чешкој, Словачкој, Русији, Украјини и Бугарској. У Србији се бележи још од средњег века.
У мушке варијације и деминутиви (и надимци) спадају Радованче, Радан, Раде, Радо, Радич, Радко, Радек, и сродници Радомир, Радомил и Радослав. У женски облици спадају Радка, Радана, Радомирка, Радмила, Радица.
Имендани су 13. јануар у Хрватској, 14. јануар у Словачкој и Чешкој.

## Значајни људи
- Радован (мајстор), хрватски вајар и архитект из 13. века
- Радован Јелашић, српски економиста
- Радован Караџић, први председник Републике Српске и осуђени ратни злочинац
- Радован Вујовић, српски глумац
- Радован Зоговић, црногорски песник